# Andererseits
andererseits (auch: Redaktion andererseits) ist ein deutschsprachiges journalistisches Magazin zu den Themen Behinderung und Gesellschaft. In der Redaktion arbeiten Menschen mit und ohne Behinderungen.
Das Magazin wurde für seine journalistische Arbeit mehrfach ausgezeichnet. Ein Fokus liegt auf investigativem Journalismus – das Magazin soll unter anderem Missstände zum Thema Inklusion aufdecken. Das Magazin ist weitgehend barrierefrei gestaltet und erscheint weitgehend jeweils in Einfacher Sprache und Leichter Sprache.
Außerdem betreibt andererseits das politische Bildungsprojekt Wahl-Checker, das einen Fragebogen zu österreichischen und deutschen Wahlen in Leichter Sprache bereitstellt.

## Entstehungsgeschichte
Anstoß für die Gründung des Projekts war ein Beitrag auf der Plattform X (vormals Twitter) der damals freien Journalistin Clara Porák. Dort rief sie am 28. März 2020 dazu auf, ein inklusives Projekt im Journalismus starten zu wollen. Am 1. April 2020 fand das erste Vernetzungstreffen des Gründungsteams statt. Am 20. Mai 2020 war die Website des Magazins online.
Laut andererseits-Journalist Nikolai Prodöhl handelte es sich im Jahre 2021 noch um ein „Projekt von freien Journalist*innen und Menschen mit Behinderungen, die Lust auf Journalismus haben“. Im Frühling 2022 startete das ehrenamtliche Team dann eine erste Crowdfunding-Kampagne mit dem Ziel, 40.000 Euro zu sammeln. Nachdem sie das Ziel erreicht hatten und die Wirtschaftsagentur Wien im Rahmen der Wiener Medieninitiative andererseits förderte, gründeten Lukas Burnar und Clara Porák am 1. September 2022 als Geschäftsführende die Medienhaus andererseits GmbH.
Seit Beginn arbeitet Lisa Kreutzer als Chefredakteurin. Außerdem arbeiten bei andererseits rund 30 Menschen mit und ohne Behinderungen in projektbasierten Teams nach dem Prinzip der „unterstützten Autorenschaft“.

## Themen
Als „Magazin für Behinderung und Gesellschaft“ veröffentlicht das Medium Beiträge, in denen die Perspektiven und Lebensrealitäten von Menschen mit Behinderungen im Zentrum stehen.
Mit der Dokumentation Das Spenden-Problem im Jahr 2022, die das Spenden-Format Licht ins Dunkel kritisierte, erlangte das Medium erstmals in Österreich große Bekanntheit. Zahlreiche Medien berichteten darüber. Der Österreichische Rundfunk hat als Sender des Formats nach der Veröffentlichung einen Runden Tisch ausgerufen und über Änderungen am Format diskutiert. Im Jahr darauf hatte die große Licht-ins-Dunkel-Gala ein neues Format.
Im Jahr darauf folgte eine Dokumentation über fehlende Inklusion im Katastrophenschutz. Ausgangspunkt war die Flut im Ahrtal in Deutschland 2021, bei der im Ort Sinzig 12 Personen mit Behinderungen in ihrem Wohnheim ertrunken waren. Der Film Rette sich, wer kann aus dem Jahr 2023 beschrieb, welche Strukturen den Tod verursachten.
Im März 2024 veröffentlichte andererseits sein erstes gedrucktes Magazin. Das journalistische Magazin in Leichter Sprache mit einer Auflage von 40.000 Stück wurde an alle Unterstützer und an 35.000 Menschen in sozialen Einrichtungen versandt. Die Tageszeitung Der Standard berichtete: „Die ersten zwei Ausgaben werden auch mithilfe einer Medienförderung der Wirtschaftsagentur Wien realisiert. Die Projektförderung beträgt 95.000 Euro und trägt 60 Prozent der Kosten, sagt andererseits-Mitgründerin und Geschäftsführerin Clara Porák. Der Rest soll über Abonnements, Einzelverkauf und Werbung finanziert werden.“
Anlässlich der Europa-Wahl 2024 entwickelte das Medium den Wahl-Checker, einen Online-Fragebogen in Leichter Sprache. Dieser soll Menschen mit Behinderungen dabei unterstützen, eine Wahlentscheidung treffen zu können. Der Fragebogen wurde laut andererseits von 63.000 Personen genutzt. Für die Nationalratswahl in Österreich folgte im September 2024 ein zweiter Wahl-Checker. Auch zur Bundestagswahl 2025 in Deutschland stellte der Wahl-Checker ein Angebot bereit.

## Format und Stil
Die Online-Ausgabe des Magazins orientiert sich größtenteils an einfacher Sprache.
Seit März 2024 wird ein Print-Magazin in leichter Sprache publiziert, das zuerst viermal im Jahr erschien und ab 2025 sechsmal jährlich erscheint. Die Übersetzungen in leichte Sprache werden nach eigener Aussage von ausgebildeten Fachkräften übersetzt und gänzlich neu umgeschrieben.

## Finanzierung
In den jährlichen Transparenzberichten gibt andererseits an, sich großteils über Abonnements zu finanzieren. Weitere finanzielle Standbeine sind Förderungen, Preisgelder, Kooperationen und Aufträge. Den kleinsten Teil machten 2023 Spenden aus. Am 6. Dezember 2024 wurde bekannt, dass andererseits als eines von insgesamt vier Medien im deutschsprachigen Raum eine Förderung vom Media Forward Fund bekommt.

## Organisation
Bei andererseits sind knapp unter 10 Personen mit und ohne Behinderungen angestellt. Gemeinsam mit einem Team freier Mitarbeitenden arbeiten rund 30 Menschen beim Magazin. Die ersten zwei geringfügigen Anstellungen für zwei Personen mit Lernschwierigkeiten gibt es seit Oktober 2024. Weitere Anstellungen folgten im Jänner 2025.
Der Verein andererseits – für Inklusion im Journalismus fördert die Inklusion im Journalismus im Allgemeinen, zum Beispiel durch strukturelle Unterstützung und Weiterbildungsmaßnahmen für (angehende) Redakteure mit Behinderungen.
Weiters gibt es bei andererseits das sogenannte Mitbestimmen-Team. Das Gremium von neun Personen, die bei andererseits in unterschiedlichen Funktionen mitarbeiten, berät die Geschäftsführung und trifft sich viermal im Jahr.

## Beratung
andererseits hat Medienhäuser zu inklusiver journalistischer Arbeit fortgebildet. Dazu zählen unter anderem die Süddeutsche Zeitung, das ZDF Magazin Royale, Correctiv, der WDR und die Wiener Zeitung.

## Preise und Auszeichnungen
- Social Impact Award 2021[20]
- Concordia Preis für Menschenrechte für die Dokumentation Das Spenden-Problem 2023[21]
- Prälat-Ungar-Hauptpreis online für die Dokumentation Das Spenden-Problem 2023[22][23]
- Alternativer Medienpreis in der Kategorie „Macht“ für die Dokumentation Das Spenden-Problem 2023[24]
- Nominiert für den Grimme Online Award 2023[25]
- Peter-Binderer Preis für transparenten Journalismus 2023[26]
- World Summit Award für das Magazin in Leichter Sprache, 2023
- SozialMarie 2023[27]
- Deutscher Preis für Klima Journalismus (lobende Erwähnung) für die Dokumentation Rette sich, wer kann 2024[28]
- Impact of Diversity Award als inklusiver Arbeitsplatz 2024[29]
- Nominiert für Österreichischer Umweltjournalismus-Preis für die Dokumentation Rette sich, wer kann 2024[30]
- Nominiert für den Deutschen Radiopreis[1]